# Liste der Mitglieder des Nidwaldner Landrates (2018–2022)
Die Liste der Mitglieder des Nidwaldner Landrates (2018–2022) führt die bei der Gesamterneuerungswahl 2018 für die Legislaturperiode 2018–2022 gewählten  Mitglieder des Landrates des Kantons Nidwalden auf. Der Nidwaldner Landrat ist das Kantonsparlament und somit die Legislative und oberste Behörde des Schweizer Kantons Nidwalden.

## Gesamterneuerungswahlen 2018
- GN: 8
- SP: 3
- CVP: 16
- FDP: 17
- SVP: 15
- Übrige: 1

Die Gesamterneuerungswahlen für die Legislaturperiode 2014–2018 fanden am 4. März 2018 statt, bei einer Stimmbeteiligung von 54,9 % (2014: 49,9 %). Sie wurden zum zweiten Mal nach dem System des doppeltproportionalen Zuteilungsverfahrens («doppelter Pukelsheim») durchgeführt, während im Nachbarkanton Obwalden weiterhin isoliert Proporzwahlen in den einzelnen Gemeinden ausgetragen wurden.
158 Kandidaten, darunter 46 Bisherige, bewarben sich um die 60 Sitze. 39 Bisherige wurden wiedergewählt, sechs nicht: Martin Blättler (CVP, Hergiswil), Albert Frank (SVP, Buochs), Stefan Hurschler (CVP, Oberdorf), Markus Landolt (parteilos, früher Grüne, Ennetbürgen), Sepp Odermatt (CVP, Ennetbürgen) und Ruedi Waser (FDP, Hergiswil). Wiedergewählt worden wäre auch Michèle Blöchliger; sie wurde jedoch in den Regierungsrat gewählt, für den sie gleichzeitig kandidiert hatte, und verzichtete folglich auf die Wahlannahme als Landrätin. Für sie rückte Joe Blättler nach. Insgesamt waren damit 21 (35 %) der Mitglieder neu im Landrat.
Es gab wie erwartet wenige Sitzverschiebungen, gar keine zwischen den Lagern. Die FDP gewann zwei Sitze zu Lasten der SVP, die CVP verlor einen Sitz an Pierre Nemitz von der Einer-Liste «Unabhängiges Politisieren», Beckenried. Grüne und SP blieben unverändert.
Der Frauenanteil stieg erstmals wieder, von 15 % (9 Frauen) auf 21,7 % (13 Frauen), nachdem er seit 1998 (25 %) kontinuierlich gesunken war.

## Bei den Gesamterneuerungswahlen 2018 gewählte Mitglieder des Nidwaldner Landrates
Quelle: Website des Kantons Nidwalden
| Name                       | Jahrgang | Partei                    | Wohnort         | Funktion                      | bisher/neu |
| -------------------------- | -------- | ------------------------- | --------------- | ----------------------------- | ---------- |
| Urs Amstad                 | 1975     | SVP                       | Beckenried      | Mitglied                      | bisher     |
| Philippe Banz              | 1984     | FDP                       | Hergiswil       | Mitglied                      | bisher     |
| Christoph Baumgartner      | 1975     | Die Mitte, vormals CVP    | Oberdorf        | Mitglied                      | neu        |
| Joe Blättler               | 1949     | SVP                       | Hergiswil       | Mitglied                      | neu        |
| Roland Blättler            | 1961     | SVP                       | Stansstad       | Mitglied                      | neu        |
| Stefan Bosshard            | 1972     | FDP                       | Oberdorf        | Landratspräsident 2021/2022   | bisher     |
| Delf Bucher                | 1956     | GN                        | Buochs          | Mitglied                      | neu        |
| Josef Bucher               | 1955     | Die Mitte, vormals CVP    | Buochs          | Mitglied                      | bisher     |
| Bruno Christen             | 1969     | Die Mitte, vormals CVP    | Buochs          | Mitglied                      | bisher     |
| Urs Christen               | 1981     | FDP                       | Beckenried      | Mitglied                      | neu        |
| Gianni Clavadetscher       | 1970     | FDP                       | Ennetbürgen     | Mitglied                      | neu        |
| Ilona Cortese-Keiser       | 1964     | GN                        | Hergiswil       | Mitglied                      | bisher     |
| Karin Costanzo-Grob        | 1972     | Die Mitte, vormals CVP    | Hergiswil       | Mitglied                      | bisher     |
| Kilian Duss                | 1971     | FDP                       | Stans           | Mitglied                      | neu        |
| Eduard Engelberger         | 1967     | FDP                       | Stans           | Mitglied                      | bisher     |
| Susanne Ettlin Wicki       | 1967     | SP                        | Stans           | Mitglied                      | bisher     |
| Pius Furrer                | 1959     | SVP                       | Ennetbürgen     | Mitglied                      | bisher     |
| Sepp Gabriel               | 1967     | SVP                       | Buochs          | Mitglied                      | neu        |
| Andreas Gander-Brem        | 1964     | Die Mitte, vormals CVP    | Stans           | Mitglied                      | bisher     |
| Jörg Genhart               | 1974     | SVP                       | Stans           | Mitglied                      | bisher     |
| Alexander Huser            | 1988     | GN                        | Ennetbürgen     | Mitglied                      | neu        |
| Alexander Joller           | 1968     | SVP                       | Dallenwil       | Mitglied                      | bisher     |
| Thomas Käslin              | 1966     | Die Mitte, vormals CVP    | Beckenried      | Mitglied                      | neu        |
| Christoph Keller           | 1963     | SVP                       | Hergiswil       | Mitglied                      | bisher     |
| Lilian Lauterburg-Trösch   | 1959     | FDP                       | Stansstad       | Mitglied                      | bisher     |
| Erika Liem Gander          | 1971     | GN                        | Beckenried      | Mitglied                      | neu        |
| Stefan P. Müller           | 1978     | SVP                       | Emmetten        | Mitglied                      | neu        |
| Pierre Nemitz              | 1971     | Unabhängiges Politisieren | Beckenried      | Mitglied                      | neu        |
| Daniel Niederberger        | 1970     | SP                        | Stans           | Mitglied                      | bisher     |
| Joseph Niederberger        | 1969     | Die Mitte, vormals CVP    | Oberdorf        | Mitglied                      | bisher     |
| Sandra Niederberger        | 1992     | SP                        | Hergiswil       | Mitglied                      | neu        |
| Armin Odermatt-Christen    | 1970     | SVP                       | Oberdorf        | Mitglied                      | bisher     |
| Irene Odermatt Eggerschwil | 1971     | FDP                       | Dallenwil       | Mitglied                      | bisher     |
| Othmar Odermatt            | 1955     | Die Mitte, vormals CVP    | Wolfenschiessen | Mitglied                      | bisher     |
| Sepp Odermatt-Niederberger | 1962     | Die Mitte, vormals CVP    | Ennetbürgen     | Mitglied                      | neu        |
| Walter Odermatt            | 1965     | SVP                       | Stans           | Mitglied                      | bisher     |
| Niklaus Reinhard           | 1965     | FDP                       | Hergiswil       | Mitglied                      | bisher     |
| Beatrice Richard-Ruf       | 1962     | FDP                       | Stans           | Mitglied                      | bisher     |
| Norbert Rohrer             | 1948     | Die Mitte, vormals CVP    | Stansstad       | Mitglied                      | bisher     |
| Therese Rotzer-Mathyer     | 1964     | Die Mitte, vormals CVP    | Ennetbürgen     | Landratspräsidentin 2020/2021 | bisher     |
| Franziska Rüttimann        | 1974     | Die Mitte, vormals CVP    | Buochs          | Mitglied                      | neu        |
| Peter Scheuber-Durrer      | 1962     | Die Mitte, vormals CVP    | Ennetmoos       | Mitglied                      | bisher     |
| René Schuler               | 1984     | FDP                       | Stansstad       | Mitglied                      | neu        |
| Dominic Starkl             | 1990     | GN                        | Stansstad       | Mitglied                      | bisher     |
| Dominik Steiner            | 1973     | FDP                       | Ennetbürgen     | Mitglied                      | neu        |
| Astrid von Büren Jarchow   | 1971     | Die Mitte, vormals CVP    | Stans           | Mitglied                      | neu        |
| Conrad Wagner              | 1959     | GN                        | Stans           | Mitglied                      | bisher     |
| Markus Walker              | 1968     | SVP                       | Ennetmoos       | 2022/2023                     | bisher     |
| René Wallimann             | 1969     | Die Mitte, vormals CVP    | Dallenwil       | Mitglied                      | bisher     |
| Thomas Wallimann-Sasaki    | 1965     | GN                        | Ennetmoos       | Mitglied                      | bisher     |
| Rudolf Wanzenried          | 1964     | FDP                       | Buochs          | Mitglied                      | bisher     |
| Niklaus Waser              | 1961     | FDP                       | Buochs          | Mitglied                      | bisher     |
| Peter Waser                | 1953     | SVP                       | Buochs          | Mitglied                      | bisher     |
| Ruedi Waser-Niederberger   | 1958     | FDP                       | Stansstad       | Landratspräsident 2018/2019   | bisher     |
| Peter Wyss                 | 1956     | SVP                       | Stansstad       | Mitglied                      | bisher     |
| Regula Wyss-Kurath         | 1965     | GN                        | Stans           | Landratspräsidentin 2019/2020 | bisher     |
| Remo Zberg                 | 1953     | FDP                       | Hergiswil       | Mitglied                      | neu        |
| Alice Zimmermann-Elsener   | 1961     | Die Mitte, vormals CVP    | Emmetten        | Mitglied                      | bisher     |
| Remigi Zumbühl             | 1963     | FDP                       | Wolfenschiessen | Mitglied                      | neu        |
| Urs Zumbühl                | 1980     | SVP                       | Wolfenschiessen | Mitglied                      | bisher     |